# Lumbrineris trigonocephala
Lumbrineris trigonocephala is een borstelworm uit de familie Lumbrineridae. Het lichaam van de worm bestaat uit een kop, een cilindrisch, gesegmenteerd lichaam en een staartstukje. De kop bestaat uit een prostomium (gedeelte voor de mondopening) en een peristomium (gedeelte rond de mond) en draagt gepaarde aanhangsels (palpen, antennen en cirri).
Lumbrineris trigonocephala werd in 1861 voor het eerst wetenschappelijk beschreven door Schmarda.